# ميليسا هوارد (ممثلة)
ميليسا هوارد (بالإنجليزية: Melissa Howard)‏ هي ممثلة أمريكية، ولدت في 12 فبراير 1977 في أوكيناوا في اليابان.

## وصلات خارجية
- ميليسا هوارد على موقع IMDb (الإنجليزية)
- ميليسا هوارد على موقع قاعدة بيانات الفيلم (الإنجليزية)